# Apartheid
Apartheid je označení pro politiku rasové segregace zejména v kontextu bývalého uspořádání na jihu Afriky. Výraz pochází z afrikánštiny a znamená „oddělení“ či „odloučení“. První doložené užití tohoto slova pochází z projevu Jana Smutse z roku 1917.
V právním smyslu označuje pojem apartheid zločin, definovaný v roce 2002 v Římském statutu Mezinárodního trestního soudu jako nelidské činy „páchané v rámci institucionalizovaného režimu systematického útlaku a nadvlády jedné rasové skupiny nad jinou rasovou skupinou nebo skupinami a páchané s úmyslem zachovat tento režim.“ Apartheid je rovněž definován v Mezinárodní úmluvě OSN o potlačení a trestání zločinu apartheidu z roku 1973. V České republice je apartheid trestným činem podle § 402 trestního zákoníku.

## Apartheid v Jihoafrické republice

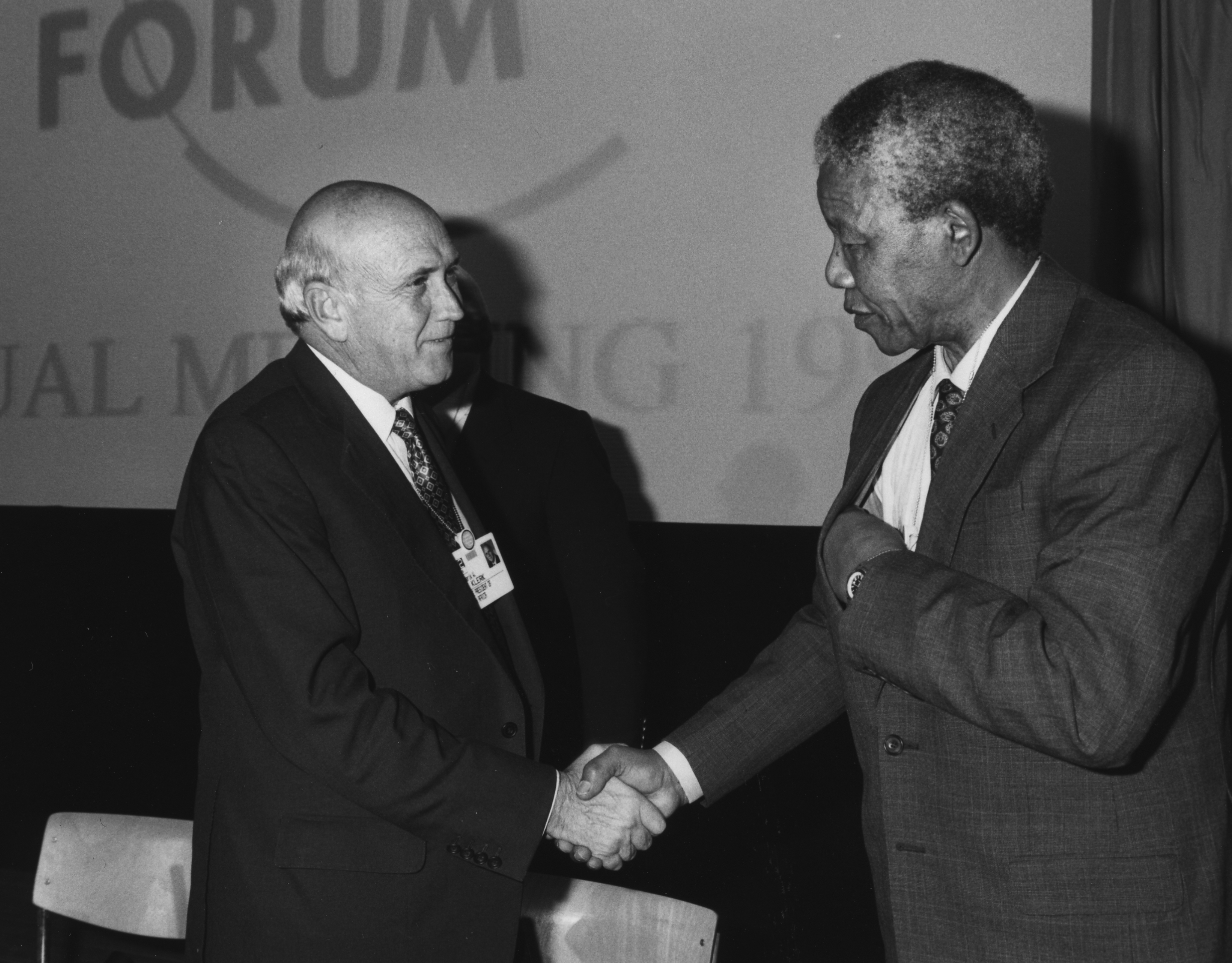
Nelson Mandela a Frederik Willem de Klerk na Světovém ekonomickém fóru v Davosu, 1992

Mapa 20 bantustanů v Jižní a Jihozápadní Africe.

V Jihoafrické republice byl apartheid oficiální státní politikou v letech 1948 až 1994, i když již dříve byla tato politika uplatňována. Projevoval se oddělením dopravních prostředků pro bělošské a takzvané barevné obyvatele. Černošské obyvatelstvo nemělo přístup do restaurací, kin, parků, pláží, škol, nemocnic a jiných zařízení a veřejně přístupných míst určených bělochům.
Nemocnice a školy určené původnímu obyvatelstvu byly podstatně méně vybaveny než ty, které směli využívat běloši.
Na přibližně 13 % území Jihoafrické unie (pozdější JAR) byly zřízeny takzvané bantustany – černošské rezervace s určitou mírou samosprávy. Bantustany jihoafrická vláda zřizovala jako „nezávislé“ (ovšem mezinárodně nikým neuznané) státy s vlastním „občanstvím“. Jihoafrické vojsko však tuto „suverenitu“ stejně příliš nerespektovalo a zasahovalo kdykoliv se v rámci bantustanu jevily známky odporu vůči ústřední vládě.
Dne 21. března 1960 se shromáždilo 20 000 černošských demonstrantů v Sharpeville, aby vyjádřili nesouhlas s novým zákonem nařizujícím černochům, aby u sebe nosili tzv. dompas, identifikační průkazy s otisky prstů, údaji o zaměstnavateli, povolenky ke vstupu do určitých oblastí. V důsledku policejního zásahu bylo 69 stávkujících zastřeleno a 180 zraněno.
V reakci na tuto událost byl zakázán Africký národní kongres a Panafrický kongres, dvě jihoafrické politické strany, které se otevřeně proti politice apartheidu stavěly. Zároveň v roce 1962 Valné shromáždění OSN přijalo rezoluci 1761 odsuzující jihoafrickou politiku apartheidu a vyzývající členské země OSN k přerušení obchodních a vojenských styků s JAR.
Rostoucí mezinárodní tlak přiměl JAR politiku apartheidu v 80. letech zmírňovat. Frederik Willem de Klerk, jihoafrický prezident od roku 1989, ihned po nástupu do úřadu apartheid odsoudil, nechal z vězení propustit Nelsona Mandelu, uvězněného roku 1964 na doživotí ve vykonstruovaném politickém procesu a umožnil obnovení politické činnosti Afrického národního kongresu. Přestože de Klerk politiku apartheidu umírnil, velké množství zákonů podporujících rasovou segregaci zůstávalo dále v platnosti, což vyvolávalo odpor utlačovaného obyvatelstva. Kvůli politické nestabilitě a násilným střetům na počátku 90. let tak zemřelo více osob než v předchozích 42 letech. Nástupem Nelsona Mandely do prezidentského úřadu v roce 1994 byl jihoafrický apartheid definitivně zrušen, jeho důsledky v podobě sociální a ekonomické nerovnosti nicméně trvají dodnes a jsou předmětem politických a společenských sporů. Dne 15. dubna 2003 prezident Thabo Mbeki přislíbil rozdělit 660 milionů randů jako odškodnění 22 000 občanům, kteří byli vězněni v dobách apartheidu.

## Rasové soužití v JAR při apartheidu a po něm

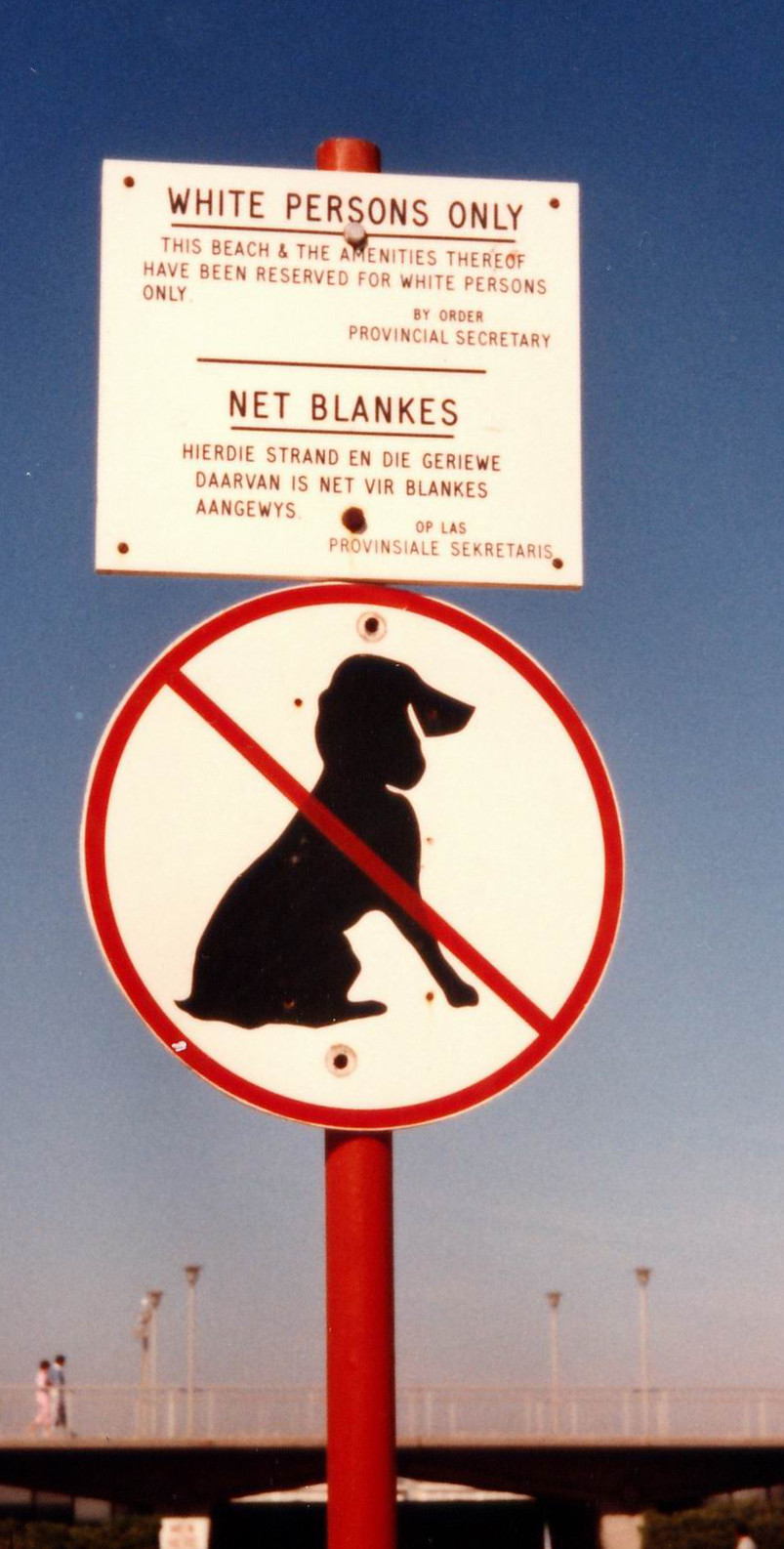
Cedule zakazující v 80. letech přístup na pláž všem nebílým obyvatelům ve městě Muizenberg, Západní Kapsko

### Historie rasových (ne)soužití
Do příchodu evropských kolonialistů žili původní obyvatelé dnešní Jihoafrické republiky poměrně v poklidu, avšak konec 19. století přinesl koloniální expanzi do celé oblasti jižní Afriky a s ní i kategorizaci lidských populací v podobě rasových teorií. Složení obyvatelstva bylo na území dnešní JAR v důsledku synkretismu, který se zasloužil o podobu dnešního jihoafrického obyvatelstva, poměrně dosti různorodé.
Ještě v 17. století docházelo poměrně často ke smíšeným svazkům mezi domorodými ženami, většinou otrokyněmi, a nizozemskými, francouzskými nebo německými emigranty. Děti, rodící se z těchto vztahů, nebyly vnímány příliš pozitivně, avšak tehdejší společnost je přijímala. Postupem času byl legislativou prosazován zákon zakazující smíšená manželství, který vyvrcholil v době zavedení apartheidu, jehož ideologií byl, mimo jiné, i ideál tzv. „čistého Afrikánce,“ neposkvrněného barbarskou krví původních, černých obyvatel země.
Prakticky od 16. století, kdy byla jižní část afrického kontinentu osidlována kolonisty z Evropy, si noví bílí přistěhovalci vybudovali výlučně dominantní postavení mezi původními obyvateli. Tato dominance později přerostla ve snahu společnost rozdělit.
Základem vzniku a realizace rasismu i rasové diskriminace v JAR byl však okamžik, kdy Velká Británie předala politickou moc do rukou bílých Afrikánců v roce 1910, kteří ve společnosti tvořili výraznou menšinu. Zároveň to byla právě tato menšina bílých Afrikánců, kteří mohli jako jediní na úkor původního obyvatelstva volit a rozhodovat o stavu země.

### Počátky rasových problémů při apartheidu
Vrcholem rasové nesnášenlivosti byl pro JAR rok 1948, kdy tehdejší apartheidní režim rozdělil společnost do uzavřených komunit bez jakékoli možnosti společného soužití.
Po volebním úspěchu Afrikánci použili apartheid jako východisko ze svého zbídačeného stavu po prohrané jihoafrické válce a k vyjádření odporu vůči britským Jihoafričanům, anglikánství a jejich celkové nadřazenosti. Byla to však také příležitost vyrovnat se s domorodým obyvatelstvem, které díky své početní převaze představovalo pro dominantní bělošskou menšinu hrozbu.
Základní ideologií tohoto režimu bylo vytvoření tzv. volku – vyvoleného národa, který v Africe musí přežít. K dosáhnutí takového cíle tak bylo nutné, aby společnost žila odděleně. Tehdejší režim k tomuto oddělení přistoupil ve víře, že celá jihoafrická komunita je natolik kulturně odlišná, že nemůže žít pohromadě. Stát každému jednotlivci přidělil jeho etnickou identitu i národnost, včetně politického, ekonomického a sociálního statusu, jenž mu zůstal připsán na celý život v závislosti na jeho původu a barvě pleti. Stát určoval, s kým se jednotlivé komunity mohou stýkat, kde mohou pracovat nebo s kým mohou uzavírat manželství.

### Apartheidní segregační politika
Mezi lety 1950 a 1962 byly v Jižní Africe přijaty nejrozsáhlejší apartheidní zákony, jejichž zavedení znamenalo upevnění mocenských pozic bělošské minority a zároveň byla výrazně omezena práva a životy ostatních obyvatel země. Jedním z pilířů apartheidní vládní politiky byl zákon o registraci obyvatelstva, který rozdělil celou jihoafrickou společnost do tří populačních skupin: na bělošské, barevné a domorodé obyvatelstvo. Toto pořadí také určovalo jejich postavení ve společnosti a množství práv.
Druhým významným pilířem apartheidu byl zákon o skupinových oblastech, který všem jihoafrickým občanům předepisoval, kde smějí žít. K tomuto účelu byly vybudovány tzv. bantustany, speciální samosprávná území na periferiích měst, které se po více než třicet let staly domovem pro milióny černošských a domorodých obyvatel.
Svou politiku vláda obhajovala a předkládala svým lidem jako krok, který znamená dobro pro všechny obyvatele JAR, jejichž společné soužití by údajně zpomalovalo bílé v jejich rozvoji a černé demoralizovalo. Faktickým cílem apartheidu však bylo upevnit a stabilizovat afrikánskou moc. Toho bylo dosáhnuto nejen pokrytím celé sítě institucí a organizací v oblasti politiky, kultury, ekonomiky a vzdělání, ale také vysokou mírou korupce v celé zemi.

### Konec apartheidu

Barevná vlajka, kterou Jihoafrická republika přijala jako symbol konce apartheidu

Začátkem sedmdesátých let došlo ve fungování apartheidu k velkým trhlinám především v důsledku velkého odporu obyvatel, nesouhlasících s rozdělením země na oddělené domoviny. Do roku 1980 došlo k výraznému přesídlení více než tří miliónů černých Jihoafričanů, což výrazně ovlivnilo demografickou situaci v celé zemi.
Znepokojení z porušování lidských práv v JAR ze strany mezinárodního společenství způsobilo tlak na tamější vládu, která byla v důsledku nepříznivých vnitropolitických událostí nucena provést určité reformy. Jednou z nejvýznamnějších byla změna ústavy, která zaručovala účast v parlamentu barevným a původním obyvatelům, tedy těm, kteří donedávna neměli žádná politická práva. Tento akt však měl v plánu jen uklidnit mezinárodní společenství a nikoli zaručit těmto minoritám skutečný podíl na moci.
Následovalo tak období nebývalého násilí, které přetrvalo až do let devadesátých, kdy došlo ke zrušení většiny apartheidních zákonů. S propuštěním Nelsona Mandely z vězení a jeho zvolením na post prezidenta skončila éra apartheidu jako oficiální státní politiky Jihoafrické republiky.

### Vývoj po oficiálním konci apartheidu a přetrvávající nerovnost
Ačkoliv byly se zvolením Nelsona Mandely na post prezidenta zrušeny všechny apartheidní zákony, jeho důsledky v podobě rozdělené společnosti a sociální a ekonomické nerovnosti v mnoha ohledech přetrvají dodnes a jsou předmětem politických a společenských sporů.
Jihoafrická republika musela po pádu apartheidu projít rozsáhlou socioekonomickou transformací, přirovnávanou k transformaci Sovětského svazu po pádu komunismu nebo evropských zemí po druhé světové válce. Došlo k přestavbě ekonomiky, která byla dosud v důsledku mezinárodní izolace závislá na těžebním průmyslu, a větší orientaci na zemědělství, turismus a terciární sektor obecně po vzoru západních tržních ekonomik. To sice mělo za výsledek každoroční až 3,5% ekonomický růst mezi lety 1998 až 2008, tj. do doby před začátkem celosvětové finanční krize, a vznik dosud neexistující černošské střední třídy, současně to ale přineslo ještě větší rozevírání nůžek v už tak velmi ekonomicky rozdělené jihoafrické společnosti. Pro představu, dle analýzy Stellenbošské univerzity z roku 2016 vlastnilo 10 % Jihoafričanů (převážně jen bělochů, v minulosti ekonomicky zvýhodňovaných v rámci apartheidu) 90 % národního bohatství. Naopak 80 % Jihoafričanů (v naprosté většině černoši včetně původních obyvatel) nevlastnilo skoro nic. Zbytek tvořila diverzifikovaná střední třída.
Tato nerovnost se promítala i do majetkových práv, kdy i přes oficiální konec apartheidu vlastnilo těsně po jeho zrušení 80 % pozemků a půdy bělošské obyvatelstvo, které nicméně představuje zhruba jen 9 % z celé jihoafrické populace. Pokus o restituční navrácení této půdy, která byla černošskému a původnímu obyvatelstvu v rámci apartheidní politiky odebrána, zejména zemědělských farem, na nichž jihoafrická ekonomika v mnoha ohledech stojí, se v rámci pozemkové reformy snažila od devadesátých let řešit tamní vláda formou odkoupení a následného převedení do státního majetkového fondu. Vládní audit z roku 2017 nicméně ukázal, že tato strategie založená na dobrovolném prodeji skončila fiaskem, protože podíl půdy vlastněné bělochy se během dvou dekád snížil zcela minimálně z 80 % na 72 %. V roce 2018 tak parlament schválil zákon, na základě něhož by bylo možné bez náhrady vyvlastnit ty pozemky, které byly během apartheidu prokazatelně ukradeny nebo zabrány černošskému a původnímu obyvatelstvu.
Apartheidní politika se po svém oficiálním konci nepřestala promítat ani ve vzdělávacím systému. Během ní byly segregované školy pro bělochy záměrně více financovány než ty pro černochy, což se výrazně promítlo na nízkém stavu kvality škol ve většinově chudých černošských oblastech a nízkém podílu černochů dosahujících univerzitního vzdělání. Vláda se proto i s ohledem na vysokou ekonomickou nerovnost rozhodla ve snaze narovnat podmínky pro zavedení afirmativní akce po vzoru Spojených států.

## Další případy apartheidu
Termín apartheid byl postupně převzat k označováním dalších případů rasové segregace a diskriminace. Kupříkladu je užíván pro označení sociální nerovnosti v Brazílii, v medicíně nebo pro popis systemizované institucionalizované diskriminace na Izraelem okupovaných palestinských územích.

### Izraelský apartheid
Na začátku roku 2021 vydala izraelská nevládní organizace Be-celem poziční zprávu ve které uvádí čtyři příklady omezení práv nežidovského obyvatelstva – imigrace pouze pro židy, zábory území, omezení svobody pohybu Palestinců a bránění Palestincům v politickém zapojení. Téhož roku obvinila nezisková organizace Human Rights Watch Izrael a jeho představitele ze zločinů apartheidu a perzekuce, které jsou namířené proti Palestincům. O rok později podobné obvinění přinesla zpráva neziskové organizace Amnesty International, podle které je tento zločin páchán na Palestincích jak na okupovaných palestinských územích, tak přímo v Izraeli. Izrael všechna obvinění odmítl, neboť tyto organizace nerespektuje, protože dle něj dlouhodobě šíří protiizraelskou propagandu.
Podle názorů jiných odborníků izraelské zacházení s Palestinci neodpovídá definici apartheidu, protože je motivováno bezpečnostními hledisky a nemá nic společného s rasou. Arabové žijící na Západním břehu a v pásmu Gazy nejsou izraelskými občany, a proto se nemohou domáhat práv náležejících izraelským občanům.
Podle právníků Jana Sekulowa a Roberta Ashe všechny země zvýhodňují své vlastní občany vůči neobčanům a není to projevem apartheidu jen proto, že se s oběma skupinami zachází odlišně. Mnoho Arabů na Západním břehu a v pásmu Gazy je navíc zapojeno do probíhajícího ozbrojeného konfliktu s Izraelem. Jakékoli akty nebo politiky údajné diskriminace ze strany Izraele vůči Arabům žijícím na Západním břehu Jordánu a v pásmu Gazy je proto třeba podle nich posuzovat optikou práva ozbrojeného konfliktu.
Ředitelka Herzlova centra izraelských studií na Univerzitě Karlově Irena Kalhousová je rovněž toho názoru, že termín apartheid nevystihuje situaci v Izraeli a zpráva Amnesty International je vytržená z kontextu. Poukazuje také na fakt, že v izraelské vládě, v parlamentu či na nejvyšším soudu jsou soustavně zastoupeny arabské strany.
K otázce se v roce 2024 vyjádřil na popud Valného shromáždění OSN Mezinárodní soudní dvůr prostřednictvím svého právně nezávazného posudku. Podle posudku dochází na Izraelem nelegálně okupovaných územích Západního břehu Jordánu a ve Východním Jeruzalémě k oddělení izraelských osadníků a palestinských obyvatel a Izrael Palestince systematicky diskriminuje a porušuje jejich právo na sebeurčení. Předseda soudu Nawaf Salam ve své deklaraci k poradnímu stanovisku uvedl: „Izraelské páchání nehumánních činů proti Palestincům jako součást institucionalizovaného režim systematického útlaku a nadvlády a jeho záměr tento režim udržet je nepopiratelně výrazem politiky, která se rovná apartheidu.” Palestina označila den vyhlášení posudku za „skvělý den pro Palestinu“. Izraelská vláda i opozice naopak výsledky posudku důrazně odmítla a premiér Netanjahu reagoval slovy, že Židé nejsou okupanty, protože jsou ve své zemi.

## Mezinárodní úmluva o potlačení a trestání zločinu apartheidu

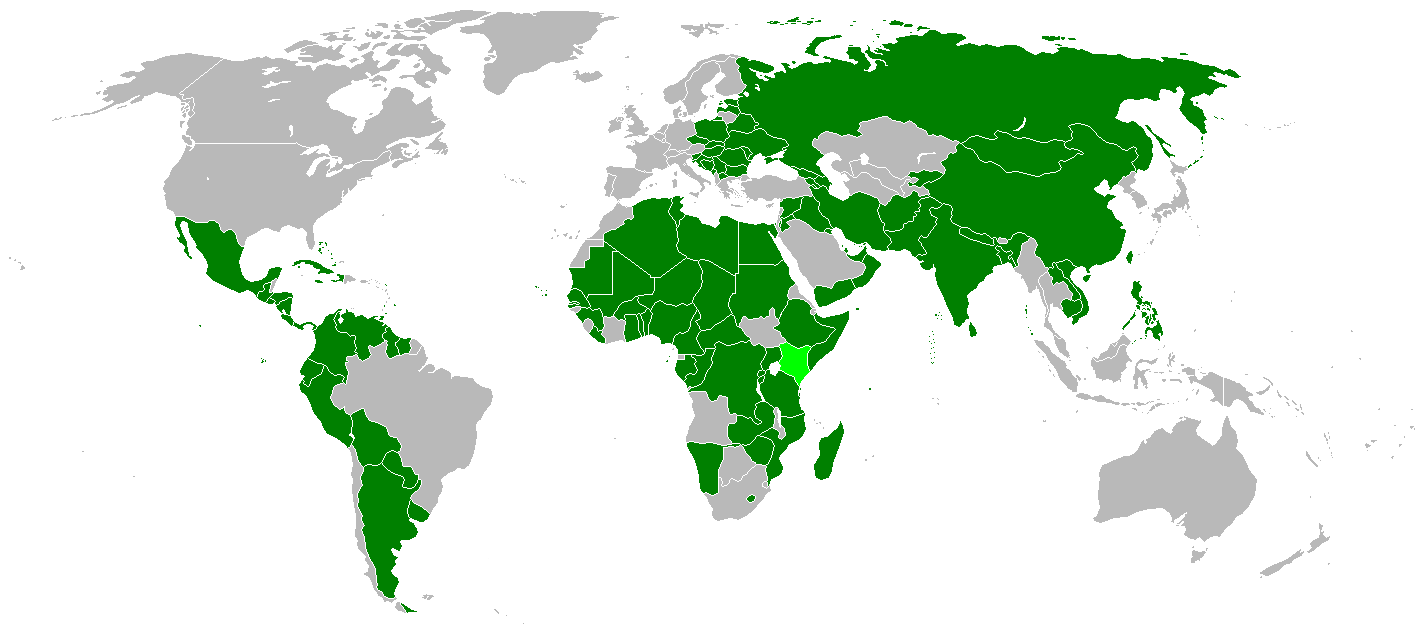
Smluvní státy Mezinárodní úmluvy o potlačení a trestání zločinu apartheidu:
tmavě zelená – státy, které úmluvu ratifikovaly,
světle zelená – státy, které úmluvu uznaly, ale neratifikovaly

Apartheid je za zločin proti lidskosti považován Mezinárodní úmluvou o potlačení a trestání zločinu apartheidu z roku 1973, jež byla přijata na popud Sovětského svazu a Guiney a jejímiž signatáři se staly převážně země Východního bloku a socialistické a rozvojové státy. Zločin apartheidu úmluva definuje jako nelidské činy páchané s cílem vytvořit a upevnit nadvládu jedné rasové skupiny osob nad jakoukoli jinou rasovou skupinou osob a systematicky tyto skupiny utlačovat. Za nelidské činy, které – pokud jsou páchány s takovým cílem, naplňují pojem zločinu „apartheidu“, se považují jednání, jako jsou zavraždění příslušníků rasové skupiny, způsobení vážné tělesné nebo duševní újmy příslušníkům rasové skupiny, omezení jejich svobody nebo důstojnosti nebo jejich mučení, svévolné uvěznění, nezákonné žalářování, úmyslné vytváření životních podmínek zaměřených k dosažení jejich částečné nebo úplné fyzické likvidace a další jednání, jejich podrobný výčet úmluva obsahuje ve svém článku II.
Smluvní státy této úmluvy se zavázaly přijmout legislativní opatření nezbytná k potlačení, jakož i k zabránění jakémukoliv povzbuzování ke zločinu apartheidu a k potrestání osob, které se takového zločinu dopustí a přijmout opatření ke stíhání, souzení a trestání osob, které jsou za zločiny apartheidu odpovědné nebo jsou z něj obviněné.